# Elle et lui et le reste du monde
Pour plus de détails, voir Fiche technique et Distribution.
Elle et lui et le reste du monde est un film français réalisé par Emmanuelle Belohradsky et sorti en 2024. Il s'agit du premier long métrage de la réalisatrice.
Il est présenté en compétition au Festival international du film de comédie de l'Alpe d'Huez en janvier 2024.

## Synopsis
Ne trouvant aucun technicien à 3 h du matin, Marco, qui remplace un ami dans une centrale d'urgence pour ascenseurs, vient au secours d'une jeune femme en pleine crise d'angoisse se trouvant coincée dans un ascenseur. Arrivé sur place, elle a disparu. Il se met alors à sa recherche dans la capitale, en pleine nuit de la Saint-Valentin.

## Fiche technique
Sauf indication contraire, les informations mentionnées dans cette section peuvent être confirmées par les bases de données cinématographiques Allociné et Unifrance,  présentes dans la section « Liens externes ».
- Titre original : Elle et lui et le reste du monde
- Réalisation : Emmanuelle Belohradksy
- Scénario : Emmanuelle Belohradsky et Jérôme Boivin
- Musique : Thomas Enhco
- Décors : Sébastien Gondek
- Costumes : Anne-Sophie Gledhill
- Photographie : Jérôme Alméras
- Son : Paul Luciani et Rafael Ridao
- Montage : Nicolas Demaison
- Production : Vivien Aslanian, Benjamin Drouin, Romain Le Grand, Marco Pacchioni et Nicolas Nonon
- Sociétés de production : Marvelous Productions, en coproduction avec Les Improductibles et Noname Films
- Société de distribution : Wild Bunch Distribution
- Pays de production :  France
- Langue originale : français
- Format : couleur – son 5.1
- Genre : comédie romantique
- Durée : 85 minutes
- Dates de sortie :
  - France : 17 janvier 2024 (Festival international du film de comédie de l'Alpe d'Huez) ; 19 juin 2024 (sortie nationale)

## Distribution
- Victor Belmondo : Marco
- Galatéa Bellugi : Bulle
- Charline Ben Larbi : la lieutenant Mogard
- Antoine Levannier : le lieutenant Prouvais
- Frédéric Maranber : Charrière, le patron
- Benjamin Alazraki : Delmare, le flic
- Thierry Gibault : Le concierge
- Henri Guybet : Maurice, l'homme avec le chien
- Natte You : Hsi Wang
- Yussuf Timera
- Yang Yilin

## Production

### Développement
En février 2023, Le Film français révèle le premier long métrage Elle et lui et le reste du monde, une comédie dramatique avec Victor Belmondo et Galatéa Bellugi sous la production de Marvelous Productions et Noname Films.
Sans en être le remake, ce film évoque (jusque dans son titre) le film "Elle et lui" de Léo MacCarey sorti en 1939 et son remake "Elle et lui" sorti en 1957 du même réalisateur avec Cary Grant et Deborah Kerr.

### Tournage
Le tournage a lieu en Île-de-France, pendant cinq semaines, dont le métro de Paris, le centre d'urgence non loin de Gennevilliers, une ancienne distribution de Montreuil et un salon d'esthétique non loin de la place de la République (Paris).

### Musique
La musique du film est composée par Thomas Enhco.

## Accueil

### Festivals et sortie
Elle et lui et le reste du monde est sélectionné en compétition au Festival international du film de comédie de l'Alpe d'Huez, en janvier 2024, puis au Festival du film de Cabourg, en juin suivant.